# Метал-умлаут
Метал-умлаут (англ. metal umlaut) — це діакритичний знак, який іноді всупереч правилам орфографії використовується зі стилістичною метою над літерами в тих чи інших назвах. Переважно в такий спосіб цей знак застосовують музичні гурти, що грають у стилі хардрок або хеві-метал, звідки й походить його назва. Існує також альтернативна назва «röck döts», тобто «рок-крапки».
Використовуватися у такий спосіб можуть не лише умлаути, хоча найбільш поширеним є використання саме їх, але й будь-які інші діакритичні знаки. Зазвичай використання знаку не впливає на вимову назви, на відміну від тих мов, де він застосовується орфографічно — наприклад, у німецькій мові (в якій літери u та ü , a та ä, o та ö представляють різні звуки), або скандинавських мовах (де å/ä та a, ö/ø та o — це різні літери).
Носії мов, у яких умлаут використовується орфографічно для позначення зміни вимови, можуть своєрідно сприймати його невиправдане використання у назвах. Коли «Mötley Crüe» (читається «Мотлі Крю») відвідали Німеччину, за словами вокаліста Вінса Ніла, гурт був здивований тим, що глядачі скандують назву як «Мьотлі Кру».
Першими використали необґрунтований умляут у назві гурту Blue Öyster Cult у 1970 році. На веб-сайті Blue Öyster Cult зазначено, що його додав гітарист і клавішник цього гурту Аллен Ланьє, але рок-критик Річард Мельтцер стверджує, що запропонував це своєму продюсеру та менеджеру Сенді Перлману одразу після того, як той придумав назву.

## Приклади
Нижче наведено приклади використання умлаутів та інших діакритичних знаків зі стилістичною метою.

### У назвах гуртів та альбомів
- Blue Öyster Cult — американський хард-рок гурт.
- The Crüxshadows — американський дарквейв/синтіпоп гурт.
- Daniel Amos(інші мови) — американський гурт, що грає християнський рок. У 1991 випустив альбом «Kalhöun», на обкладинці якого назва гурту була скорочена до «dä».
- Death in June — британський неофолк гурт. Використовував діакритичні знаки у назвах альбомів «The Wörld Thät Sümmer» (1985) та «Thé Wäll Öf Säcrificé» (1989). Назва самого гурту була зазначена, відповідно, як «Deäth In Jüne» та «Déäth In Jüné».
- Deströyer 666 — австралійський треш-метал/блек-метал гурт.
- Die Ärzte(інші мови), німецький панк-рок гурт. Слова «Die Ärzte» (німецькою значить «лікарі») дійсно пишеться через умлаут, але гурт часто стилізує цю назву, використовуючи три крапки над літерою A.
- Flëur — український дрім-поп/барокко-поп гурт. Назва є поєднанням французького слова «fleur», що значить «квітка», з російським «флëр» (серпанок).
- Green Jellÿ — американський камеді-метал гурт (початково називався «Green Jellö»)
- G̈r̈oẗus̈(інші мови) — американський індастріал-рок гурт, у логотипі якого використані умлаути над приголосними.
- Hüsker Dü — американський панк-рок гурт. Назва взята з від назви настільної гри «Hūsker Dū?», в якій замість умлаутів були написані макрони.
- Jack Ü — американський діджейський дует у стилі EDM.
- Közi — японський рок-музикант.
- Lȧȧz Rockit(інші мови) — американський треш-метал гурт. Назва значить «Let's rock it».
- «Läther» — альбом Френка Заппи.
- Leftöver Crack — американський анархо-панк гурт.
- Living Colour на стилізованому логотипі використовують умлаут над u.
- Løvë — альбом Аарона Картера.
- Mägo de Oz — іспанський фолк-метал гурт.
- Mötley Crüe — американський глем-метал гурт.
- Motörhead — англійський рок-гурт.
- Queensrÿche — американський прогресив-метал гурт.
- Röyksopp — норвезький трип-хоп дует (норвезькою це слово правильно пишеться «Røyksopp»).
- Voivod, канадський треш-метал гурт має альбоми «Rrröööaaarrr» і «Dimension Hatröss». Також у цього гурту на цих альбомах, відповідно, є пісні «Korgüll the Exterminator» і «Chaosmöngers». Назва гурту також іноді пишеться як «Voïvod», як, наприклад, на обкладинці альбому «Phobos».
- Аквариум — російський рок-гурт, що на деяких своїх альбомах використовував символ Å для стилізації назви як «Åквариум».
- НАИВ(інші мови), російський панк-рок-гурт – у стилізованому логотипі використовується умляут над кириличною «и».

### В інших жанрах мистецтва, в тому числі в назвах вигаданих гуртів
- У книзі «Щоденник слабака» назву «Löded Diper» має рок-гурт персонажа Родріка Геффлі.
- Фільм «Бруно» використовує у назві невиправданий правилами офографії умлаут.
- У серіалі «Пуститися берега» персонаж Джессі Пінкман грав у рок-гурті «Twaüght Hammër».
- У мультсеріалі «Маппет-шоу» страва попкорн, приготована персонажем Шведський Щеф-Кухар, пишеться як «pöpcørn» (шведською ця назва пишеться точно так же, як англійською, «popcorn».
- У мультсеріалі «Металокаліпсис» гурт «Dethklok» іноді стилізує свою назву на логотипах як «Dëthkløk».
- Відеогра Brütal Legend.
- Сорт морозива Häagen-Dazs. Назву стилізовано під данську, але насправді в цій мові взагалі не використовується умлаут.
- Американська настільна гра на запам'ятовування «Hūsker Dū?». Слова «husker du» у норвезькій мові значать «ти пам'ятаєш?», але пишуться без макронів.